# Thesprotiella peruana
Thesprotiella peruana är en bönsyrseart som beskrevs av Max Beier 1935. Thesprotiella peruana ingår i släktet Thesprotiella och familjen Thespidae. Inga underarter finns listade i Catalogue of Life.